# Melanto (Odissea)
Melanto è un personaggio della mitologia greca che compare nell'Odissea di Omero
Era la sorella del capraio Melanzio e una delle ancelle di Penelope, che l'aveva cresciuta fin da piccola. Tuttavia si schierò dalla parte dei pretendenti e fu l'amante di Eurimaco. Fu fra le ancelle la più prepotente: non è chiaro se fu impiccata sotto ordine di Telemaco insieme alle altre serve infedeli dopo il massacro dei pretendenti (Od. XXII, 461-473).